# Michael Clayton
Michael Clayton er en film skrevet og instrueret af Tony Gilroy, og produceret af George Clooney. Filmen handler om de værste fire dage i karrieren for en advokat i New York. Filmen havde verdenspremiere den 31. august 2007 på filmfestivalen i Venedig, og ordinær premiere i USA den 28. september 2007. 

## Handling
Michael Clayton (George Clooney) har ansvaret for advokatfirmaet Kenner, Bach & Ledeens uetiske sager, men nu har en bitter skilsmisse og en enorm gæld gjort at han er blevet til en udbrændt skal af sit tidligere dynamiske selv. Selv om han ønsker at forlade den stressende hverdag i forretningsspionage, gør den vanskelige økonomiske situation han befinder sig i til at han må fortsætte i jobbet.

## Medvirkende
| Skuespiller    | Rolle           |
| -------------- | --------------- |
| George Clooney | Michael Clayton |
| Tom Wilkinson  | Arthur Edens    |
| Tilda Swinton  | Karen Crowder   |
| Sydney Pollack | Marty Bach      |